# Barna Zsombor
Barna Zsombor (Budapest, 1991. január 16. –) magyar színész, bábszínész.

## Életpályája
A Vörösmarty Mihály Gimnáziumban érettségizett, ahonnan bekerült a Barátok közt című sorozatba. Itt három és fél évet szerepelt, majd 2012-ben távozott. Közben a Nemes Nagy Ágnes Szakközépiskolában színész II. képesítést szerzett. 2012–2017 között a Színház- és Filmművészeti Egyetem hallgatója volt színész szakon, bábszínész szakirányon. Egyetemi tanulmányai alatt Erasmus-ösztöndíjjal részt vett egy sienai mesterkurzuson és tanult Canterburyben is (University of Kent, School of Arts). 2017-től a Budapest Bábszínház társulatának tagja, ahol egyetemi gyakorlatát is töltötte. Mellette vállal vendégszerepléseket is. 2025-től az M2 Petőfi TV egyik műsorvezetője.

## Fontosabb színházi szerepei
- Ionesco: A lecke (rendező: Balázs Zoltán)
- Az Őrmester / Robin Adair, a hírnök / Durva Fickó – Sean O’Casey: Kukurikú ifiúr (rendező: Gothár Péter)
- Captatás szünet nélkül (rendező: Szenteczki Zita)
- E. T. A. Hoffmann: A homokember (rendező: Szász János)
- Sárkány Lee (rendező: Lázár Helga),
- Király Kis Miklós – Lázár Ervin: A legkisebb boszorkány (rendező: Somogyi Tamás)
- Ridzsin király – A Napistennő unokája (rendező: Gyevi-Bíró Eszter)
- Kapizsgáló (Bohócok a Láthatáron)
- Best of Beszélő levelek (rendező: Böhm György, Mozsár Műhely)
- A Fox and Orchid Theatre-ben (Canterbury):
- Little Wolfie (rendező: Invi Brenna) – fesztiválrészvétel az Edinburgh Fringe-en
- A csillagszemű juhász – Szálinger Balázs: A csillagszemű juhász (rendező: Markó Róbert)
- Cléante – Molière: A képzelt beteg (rendező: Alföldi Róbert)
- Marci bácsi, Bíró – Kodály Zoltán: Háry János (Szőnyi Kató rendezését színpadra állította: Meczner János)
- Bagoly, Nyakorr, Suta – Tersánszky Józsi Jenő: Misi mókus vándorúton (rendező: Kovács Gyula)
- Pufi, Lolo bácsi, Orrszarvúfiú – Gingalló (rendező: Ellinger Edina)

## Film- és tévészerepei
- Barátok közt (2009–2012) ...Illés Péter
- Ketten Párizs ellen (2015) ...Radonyi Pali
- X Company (2017)
- Jupiter holdja (2017)
- A tanár (2018) ...Levi
- Ízig-vérig (2019) ...Srác a strandon
- Idegenek (2019) ...Viktor
- Háttérzene szorongáshoz (2021) ...Lucifer
- Rozmaring kunyhó (2021) ...Vitéz László
- A renitens (2025) ...Pali

## Díjai, elismerései
- Havas–B. Kiss-díj (2021)[6]